# YCT529
YCT529 est un contraceptif masculin non hormonal expérimental développé par YourChoice Therapeutics. Il agit comme un antagoniste sélectif du récepteur alpha de l'acide rétinoïque (RAR-α), un récepteur nucléaire impliqué dans la signalisation de la vitamine A. YCT529 cible RAR-α, qui joue un rôle crucial dans la voie de signalisation de la vitamine A, essentielle à la production de spermatozoïdes. C'est ainsi que, en inhibant sélectivement RAR-α, le médicament entrave le développement et la maturation des spermatozoïdes sans affecter les autres processus physiologiques régis par la vitamine A. L'éjaculation a donc lieu, mais avec peu de spermatozoïdes.

## Études précliniques
Lors d’essais précliniques menés sur des souris mâles, YCT529 démontre une efficacité de 99 % dans la prévention des grossesses. L’effet contraceptif est totalement réversible, la fertilité étant rétablie quatre à six semaines après l’arrêt du traitement. Aucun effet secondaire significatif n’est observé au cours de ces études. Des résultats similaires sont rapportés lors d’études menées sur des primates.

## Essais cliniques
Un essai clinique de phase 1 débute en décembre 2023 au Royaume-Uni, mené par Quotient Sciences. L'étude vise à évaluer l'innocuité, la tolérance, la pharmacocinétique et la pharmacodynamie de doses orales uniques croissantes de YCT529 chez 16 volontaires masculins sains âgés de 32 à 59 ans. Les résultats préliminaires indiquent que le médicament est toléré, et aucun effet indésirable grave n'est signalé.
Suite à l'étude initiale, un essai de 28 jours portant sur 50 hommes âgés de 28 à 70 ans est lancé afin d'évaluer plus en détail l'innocuité et l'efficacité du médicament. Une étude intermédiaire de 90 jours est réalisée au cours du deuxième trimestre 2025.
Des tests de phase 2b sont prévus. L'objectif est d'arriver à un agrément de la Food and Drug Administration et à une commercialisation en 2029 aux Etats-Unis et vers 2030 en Europe.

## Développement et financement
YCT529 est développé en collaboration avec le Dr Gunda Georg (en), chimiste médicinal à l'Université du Minnesota. Le projet reçoit un financement des National Institutes of Health et de la Male Contraceptive Initiative. En 2022, YourChoice Therapeutics obtient un financement de série A de 15 millions de dollars pour soutenir le développement de solutions contraceptives sans hormones.